# Du sang pour le pape
Du sang pour le pape est le premier album de bande dessinée de la série Borgia du dessinateur Milo Manara et du scénariste Alexandro Jodorowsky.
Cet album a été publié en novembre 2004.

## Synopsis
L'histoire se déroule au XVe siècle dans une Rome décadente. On suit l'ascension de Rodrigo Borgia, futur pape Alexandre VI.

## Personnages
- Jérôme Savonarole
- Cardinal Rodrigo Borgia
- Seigneur Gaspare Malatesta, il travaille avec le cardinal Ascanio Sforza
- Micheletto, serviteur de Rodrigo Borgia
- Pape Innocent VIII
- Vanozza Catani, maîtresse de Rodrigo Borgia
- Giorgio de Croce, vieillard impotent & mari de Vanozza
- Lucrèce Borgia, fille de Rodrigo Borgia et de Vanozza Catani
- César Borgia, fils de Rodrigo Borgia et de Vanozza Catani.

Son père veut l'envoyer à l'Université de Pise étudier le droit et la théologie.
- Giovanni Borgia, fils de Rodrigo Borgia et de Vanozza Catani.

Il va avec Orso Orsini pour recevoir une éducation militaire à Bassanelle.
- Jofré Borgia, fils de Rodrigo Borgia et de Vanozza Catani, ira à la propriété de Subiaque avec Adriana comme professeur
- Mauro, faux aide-cuisinier, empoisonneur et fils de Gaspare Malatesta.

Il se fait démasquer, mutiler et exécuter par Micheletto sur ordre de Rodrigo Borgia.
- Adriana Orsini, cousine de Rodrigo Borgia
- Orso Orsini, fils d'Adriana
- Julia Farnese, fiancée d'Orso Orsini

Elle ira étudier avec Lucrèce Borgia au couvent de Saint-Sixte
- Duarte Brandao, conseiller de Rodrigo Borgia
- Ascanio Sforza, cardinal
- Julien della Rovere, jeune cardinal
- Gherardi, cardinal très âgé
- Camerlingue Costa
- Giovanni Sforza, mari de Lucrèce Borgia